# Jane y Louise Wilson
Jane Wilson y Louise Wilson (Newcastle upon Tyne, 1967) son dos hermanas gemelas británicas que trabajan a dúo como artistas especializadas en vídeo, cine y fotografía. Pertenecen a la Real Academia de Arte, son artistas del grupo Young British Artists y fueron nominados al Premio Turner en 1999.

## Biografía

### Comienza la colaboración
De 1986 a 1989 Louise estudió en la Facultad de Arte y Diseño Duncan de Jordanstone, Dundee, y Jane en Newcastle Polytechnic. Para sus trabajos de grado mostraron trabajos idénticas (fotografías en las que parecían estar matándose una a la otra, una ahogándose, otra con una soga), y desde entonces siguieron colaborando en fotografía y vídeo.
De 1990 a 1992 estudiaron juntas una maestría en Goldsmiths College, Londres. Cuando terminaron la escuela de arte, vivieron en King's Cross e hicieron películas de pequeños espacios habitables, como habitaciones para dormir y desayunar. En otro trabajo, aparecían tomando LSD por primera vez.
El trabajo conjunto de Jane y Louise Wilson incluye instalaciones de video multipantalla y piezas fotográficas; sus obras de arte a menudo presentan espacios institucionales, por ejemplo, una plataforma petrolera, los archivos de la Stasi en Berlín Oriental (el edificio había sido utilizado anteriormente por los nazis y la Rusia de Stalin), las Casas del Parlamento y el Pabellón Apolo en Peterlee diseñado por Victor Pasmore.
Louise es profesora titular de Bellas Artes en la Universidad de Northumbria, Newcastle. Ha enseñado en Goldsmiths y en la Kunst Academy de Oslo, y ha sido profesora visitante de Bellas Artes en la Universidad de Wolverhampton.

### Premio Turner 1999
Fueron nominadas al Premio Turner en 1999, por su exposición Gamma en la Lisson Gallery de Londres. Antes del fallo del Premio Turner, también tuvieron una exposición individual en la Serpentine Gallery de Londres (1999). Las obras de arte que se exhibieron incluyeron Stasi City, Parliament (A Third House) y Gamma. El video de las Wilson se mueve a través de la institución desierta, evocando recuerdos y posibilidades inquietantes. Son las únicos personajes de la película, que aparecen con faldas de estilo militar y zapatos negros pulidos.

### Años 2000
En 2003, las Wilson desarrollaron su trabajo con mayor complejidad, involucrando no solo múltiples proyecciones sino también una variedad de superficies en diferentes posiciones como pantallas en la obra de arte y exposición A Free and Anonymous Monument (2003). Incluye películas de una fábrica de microchips, criaturas jugando, un lago, una plataforma petrolera oxidada y el Apollo Pavilion en Peterlee New Town, cerca de Gateshead. En 2009 crearon 'Unfolding the Aryan Papers', basado en un extensa investigación en el Archivo Stanley Kubrick de la Universidad de las Artes de Londres. Fue un encargo de Animate Projects y el British Film Institute a través del programa de arte contemporáneo de la BFI Gallery, donde se presentó la instalación resultante
En 2013 y 2014 expusieron en la Galería de Arte Whitworth en Manchester, Inglaterra, que abordó las consecuencias de las atrocidades. Sus obras Blind Landings (H-bomb Test Site, Orford Ness) #1-6 están en la colección y en exhibición en Tate Britain. Tienen obra en el Museo de Arte Contemporáneo Helga de Alvear de Cáceres.
En 2018, fueron elegidas académicas reales.